# Xalapa Calería
Xalapa Calería är en ort i Mexiko.   Den ligger i kommunen Acayucan och delstaten Veracruz, i den sydöstra delen av landet, 500 km öster om huvudstaden Mexico City. Xalapa Calería ligger 82 meter över havet och antalet invånare är 121.
Terrängen runt Xalapa Calería är platt, och sluttar söderut. Runt Xalapa Calería är det ganska tätbefolkat, med 199 invånare per kvadratkilometer. Närmaste större samhälle är Acayucan, 7,5 km öster om Xalapa Calería. Omgivningarna runt Xalapa Calería är en mosaik av jordbruksmark och naturlig växtlighet.